# Mary L. Good
Mary Lowe Good (Grapevine, Texas, 20 de junio de 1931-Little Rock, Arkansas, 20 de noviembre de 2019) fue una química inorgánica estadounidense que realizó investigación industrial y trabajó para el gobierno de su país. 
Se licenció en la Universidad de Arkansas en economía doméstica y más tarde obtuvo la doble licenciatura de química y física. Se doctoró en 1955 en la Universidad de Arkansas. En 1980 fue nombrada para la National Science Board de la National Science Foundation (NSF) por Jimmy Carter y en 1986 fue nombrada de nuevo para el puesto por Ronald Reagan. George Bush la nombró en 1991 presidenta del Consejo de Asesores sobre Ciencia y Tecnología, siendo la primera mujer en dirigir dicho organismo.

## Vida y trabajos
A los doce años de edad, se trasladó junto a su familia de Texas a Kirby. Tras obtener su licenciatura y doctorado en Química en la Universidad de Arkansas, se casó con el físico William J.Good y se trasladó a la Facultad de Química de la Louisiana State University (LSU) en Baton Rouge, donde ejerció como profesora ayudante. En 1958, ella y su marido se trasladaron al nuevo campus de esta universidad en Nueva Orleans, donde estuvieron durante los siguientes veinte años. En 1978 retornó al campus de Baton Rouge donde ocupó el puesto de profesora Boyd de Química, el más alto puesto de la facultad. Comenzó a simultanear trabajos de asesoría para los gobiernos de Carter, Reagan y Bush como miembro del National Science Board de la NSF.
En 1980 fue nombrada vicepresidente y directora de investigación de Universal Oil Products. Permaneció en la industria durante trece años. En 1993 trabajó como vicepresidente de tecnología de Allied-Signal. Durante este periodo ejerció como presidenta de la American Chemical Society en 1987.
De 1993 a 1997 trabajó como secretaria adjunta para Tecnología, de la Administración de la Tecnología, en el Departamento de Comercio, bajo la administración Clinton.
Después fue profesora Donaghey en la Universidad de Arkansas, decana fundadora del EIT (Facultad de Ingeniería y Tecnología de la Información George W. Donaghey) y gestora de Venture Capital Investors, una empresa que fomenta las empresas de alta tecnología y la industria de Arkansas.
Entre sus áreas de investigación destacaron la radioquímica y la espectroscopia Mössbauer de rayos gamma para determinar la estructura molecular de compuestos complejos de iones metálicos, particularmente del elemento rutenio. Dedicó una parte importante de su carrera en el fomento de las actividades de I+D en universidades, empresas privadas y en el gobierno.

## Premios
Recibió numerosos premios y distinciones:
- 6º premio anual Heinz Award de Tecnología, Economía y Empleo (2000)[7]
- Premio Vannevar Bush
- Medalla Priestley
- Medalla Glenn T. Seaborg
- Premio de investigación Agnes Fay Morgan
- Medalla Garvan-Olin
- Medalla de oro del American Institute of Chemists

Fue miembro honorífico de diversas instituciones internacionales.